# Федеріко дель Кампо
Федеріко дель Кампо (ісп. Federico Del Campo) — баскський підприємець, президент клубу «Депортіво Алавес» з міста Віторія-Гастейс. З 1928 ро 1929 рік — третій за ліком президент головного футбольного клубу Алави.

## Життєпис
Федеріко дель Кампо походив із сім'ї впливової баскської шляхти. Предки Федеріко дель Кампо керували громадою міста, відтак обирали в різні громадські асоціації. Коли в місті постав спортивний клуб Федеріко став його акціонером-сосіос, і так тривало покоління за поколінням. 
Федеріко дель Кампо був активним сосіос клубу, а потім, у 1928 році, його обрали очільником футболу міста, президентом «Депортіво Алавес». Прийшовши до команди, йому вдалося налаштувати клуб та відносини в команді задля перемоги в турнірі Країни Басків. І вже наступного року вони успішно стартували в Другій лізі іспанського футболу, в першому ж сезоні 1928-29 років гучно заявивши про себе, але команду в Ла-Лігу виводив уже його наступник Фелікс Альфаро Фурньє.